# 莫克里塔什利克河
莫克里塔什利克河（烏克蘭語：Мокрий Ташлик），是烏克蘭的河流，位於該國中部，屬於佳斯明河的左支流，發源自瓦西拉夫卡東南面，流經基洛夫格勒州和切爾卡瑟州，河道全長51公里，流域面積596平方公里。